# São Francisco do Glória (kommun)
São Francisco do Glória är en kommun i Brasilien.   Den ligger i delstaten Minas Gerais, i den sydöstra delen av landet, 800 km sydost om huvudstaden Brasília. Antalet invånare är 5 184.
Följande samhällen finns i São Francisco do Glória:
- São Francisco do Glória

Omgivningarna runt São Francisco do Glória är huvudsakligen savann. Runt São Francisco do Glória är det ganska glesbefolkat, med 45 invånare per kvadratkilometer.